# Dîner de monstres
Pour plus de détails, voir Fiche technique et Distribution.
Dîner de monstres, ou Horreur au lapin (Hair-Raising Hare), est un cartoon des Merrie Melodies réalisé par Chuck Jones en 1946, mettant en scène Bugs Bunny et Gossamer.

## Synopsis
Dans une nuit noire, Bugs est observé sans le savoir par un scientifique qui veut le donner à manger à son monstre nommé « Gossamer ». Bugs est attiré dans le château grâce à une lapine mécanique. Le  monstre Gossamer commence à poursuivre Bugs. Ce dernier se cogne et s'enfuit. Gossamer, lui, se regarde dans un miroir. Mais c'est le reflet de Gossamer qui détale devant la laideur de ce dernier. Après avoir bousculé le monstre dans un escalier, le lapin se déguise en manucure et met deux pièges à souris dans des bols où Gossamer est censé tremper ses doigts. 
Après le gag du tableau et du mur, Bugs finit par vaincre de nouveau le monstre grâce à un « chevalier à vapeur ». Gossammer étrangle Bugs mais finit par s'enfuir en apprenant qu'on le regarde, et Bugs suit une autre lapine mécanique.